# Tania Raymonde
 (octobre 2018).
Si vous disposez d'ouvrages ou d'articles de référence ou si vous connaissez des sites web de qualité traitant du thème abordé ici, merci de compléter l'article en donnant les références utiles à sa vérifiabilité et en les liant à la section « Notes et références ».
Tania Raymonde, de son vrai nom Tania Raymonde Helen Katz, née le 22 mars 1988 à Los Angeles, (Californie, États-Unis), est une actrice franco-américaine.

## Biographie

### Jeunesse et débuts
Tania Raymonde Helen Katz naît le 22 mars 1988 à Los Angeles, en Californie (États-Unis). Elle est la fille de Jon Katz, américain d'origine russe, et d'Anne-Marie Feretti, française originaire de Bastia en Corse. Elle a fréquenté le lycée français de Los Angeles, où elle a obtenu son baccalauréat.

### Carrière
En 2002, elle apparaît dans le film Children on Their Birthdays et en 2003, elle joue Lauren O'Keefes dans la sitcom The O'Keefes (en). Au fil des années, elle apparaît dans diverses séries télévisées, comme Providence, The Brothers Garcia, Aux portes du cauchemar, Phénomène Raven, Le Protecteur, Médium, et NCIS : Enquêtes spéciales. Son premier rôle récurrent est celui de Cynthia dans la série Malcolm, dans laquelle elle joue entre 2000 et 2002.
En 2006, elle rejoint le casting de la série dramatique Lost : Les Disparus, dans laquelle elle joue Alexandra Rousseau, la fille adoptive de Benjamin Linus.
Elle joue également dans les films The Garage (2006), The Other Side of the Tracks (2008), Japan (2008), Chasing 3000 (2008) et Elsewhere (2009). Elle apparaît en tant que guest dans un épisode de The Cleaner ainsi que dans un épisode de Les Experts : Manhattan. Elle a un rôle récurrent de technicien de laboratoire dans la saison 6 de Cold Case : Affaires classées.
En 2006, elle écrit, édite et dirige le court-métrage Cell Division. Ce film a gagné l'un des trois prix du mérite au Festival international du film à Fort Lauderdale.
Elle apparaît dans un des clips du groupe pop-rock Maroon 5, Won't Go Home Without You en 2007, ainsi que dans celui du groupe Cursive, I Couldn't Love You en 2009. Elle incarne en 2011 le rôle de l'agente Carla Rinaldi dans la série Death Valley.
Lors du Festival international du film fantastique de Gérardmer 2014, elle est membre du jury.
De 2016 à 2021, elle interprète le rôle de Brittany Gold dans la série Goliath.

## Filmographie

### Cinéma

#### Courts métrages
- 2009 : GoodSam and Max : Sam
- 2011 : Red Alert :
- 2012 : Hatching Max : Shell

#### Longs métrages
- 2002 : Children on Their Birthdays : Lily Jane Bobbit
- 2006 : The Garage : Bonnie Jean / B.J.
- 2008 : Japan : Mae
- 2008 : Au-delà de la voie ferrée (The other side of the tracks) d'A.D. Calvo : Emily "Amelia" Meyers
- 2008 : Foreign Exchange : Anita Duarte
- 2009 : Elsewhere : Jillian
- 2009 : The Immaculate Conception of Little Dizzle : Ethyl
- 2009 : Service toujours non compris (Still Waiting...) (vidéo) : Amber
- 2009 : Wild Cherry : Helen McNichol
- 2010 : Chasing 3000  : Kelly
- 2011 : Trophy Kids : Tiffany
- 2011 : Chillerama : Zelda (segment "Wadzilla")
- 2011 : Losers Take All : Wendy Horowitz
- 2012 : Crazy Eyes : Autumn
- 2012 : Blue Like Jazz : Lauryn
- 2013 : Texas Chainsaw 3D de John Luessenhop : Nikki
- 2016 : Dirty Lies : Amber
- 2019 : Cliffs of Freedom de Van Ling : Anna Christina
- 2019 : Bad Art d'elle-même : Jordana
- 2020 : Peur bleue 3 (Deep Blue Sea 3)  : Dr Emma Collins
- 2022 : Futura Days : Nichole Chase
- 2023 : Walden : détective Sally Hunt

### Télévision

#### Téléfilms
- 2013 : Jalousie maladive (Jodi Arias: Dirty Little Secret) de Jace Alexander (en) : Jodi Arias

#### Séries télévisées
- 2000 : Providence (saison 2, épisode 21 : Syd au pays des merveilles) : Alice / Young Syd
- 2000 : The Brothers García (en) (saison , épisode : No hablo Español) : Nicole (as Tania Katz)
- 2001 : Aux portes du cauchemar (The Nightmare Room) (saison 1, épisode 02 : Un ami pour la vie) : Beth
- 2001 - 2002 : Malcolm (Malcolm in the Middle) : Cynthia Sanders
  - (saison 2, épisode 12 : La nouvelle magnifique tête d'ampoule)
  - (saison 2, épisode 18 : Reese aux fourneaux)
  - (saison 3, épisode 14 : Confessions intimes)
  - (saison 4, épisode 02 : Humilithon)
- 2003 : Phénomène Raven (That's So Raven) (saison 1, épisode 08 : Saving Psychic Raven) : Carly
- 2003 : The O'Keefes (en) (8 épisodes) : Lauren O'Keefe
- 2003 : Le Protecteur (The Guardian) (saison 3, épisode 02 : Émanations toxiques) : Petra
- 2005 : NCIS : Enquêtes spéciales (NCIS) (saison 2, épisode 17 : Œil pour œil) : Anna Real
- 2005 : Médium (Medium) (saison 2, épisode 18 : SOS) : Taylor Greene
- 2006 - 2010 : Lost : Les Disparus (Lost) (19 épisodes) : Alexandra Rousseau
- 2008 : The Cleaner (saison 1, épisode 12 : Quatre Petits Mots) : Nika
- 2008 : Les Experts : Manhattan (CSI: NY) (saison 5, épisode 05 : Sa dernière croisade) : Laura Roman
- 2008 - 2009 : Cold Case : Affaires classées (Cold Case) (8 épisodes) : Frankie Rafferty
- 2009 : Bones saison 4, épisode 21 : L'Aigle de sang) : Lexi
- 2009 : New York, section criminelle (Law and Order: Criminal Intent) (saison 8, épisode 16 : Une révolution en marche) : Shelley Smith / Birgit Kaspers
- 2009 : Crash : Roxanne Thigpen
  - (saison 2, épisode 09 : Endangered Species)
  - (saison 2, épisode 10 : Master of Puppets)
- 2010 : Forgotten (The Forgotten) (saison 1, épisode 13 : Meurtre sous X) : Sarah Poole
- 2010 : Look (en) : Courtney
  - (saison 1, épisode 01)
  - (saison 1, épisode 02)
  - (saison 1, épisode 03)
- 2011 : Hawaii 5-0 (Hawaii Five-0) (saison 2, épisode 05 : Maʻemeʻe) : Melanie Ayres
- 2011 : Death Valley (12 épisodes) : officier Carla Rinaldi
- 2012 : 90210 Beverly Hills : Nouvelle Génération (90210) : Sonia Reese
  - (saison 4, épisode 15 : Plus rien à perdre)
  - (saison 4, épisode 16 : Chaud business)
  - (saison 4, épisode 18 : Combat de boue)
- 2012 - 2013 : Switched (Switched at Birth) (8 épisodes) : Zarra
- 2013 : Chicago Fire : officier Nicole Sermons
  - (saison 1, épisode 22 : Le Choix des actes)
  - (saison 1, épisode 23 : Adieu, Hallie)
- 2014 : Intelligence (saison 1, épisode 04 : Champ de trèfle) : Emily Tyner
- 2014 : The Big Bang Theory (saison 7, épisode 15 : Loco-motivation) : Yvette
- 2015 : Les Experts (CSI) (saison 15, épisode 15 : Mort dessinée) : Tina Ellis / Female Superhero
- 2015 - 2016 : The Last Ship : Valerie Raymond
  - (saison 2, épisode 11 : Valkyrie)
  - (saison 2, épisode 12 : Un espoir menacé)
  - (saison 2, épisode 13 : Sauver les hommes)
  - (saison 3, épisode 01 : The Scott Effect)
- 2016 - 2021 : Goliath (31 épisodes) : Brittany Gold
- 2023 : NCIS : Enquêtes spéciales (saison 20, épisode 13 : Evil Eye) : Chloe Marlene
- 2023 : Swat (saison 6, épisode 10) : Abby
- 2023 : For All Mankind (saison 4, épisode 3) : Athena
- 2024 : La Défense Lincoln :	Trina Rafferty 	(saison 3, épisode 3)

## Voix françaises
En France, Adeline Moreau est la voix française régulière de Tania Raymonde.
En France
| - Adeline Moreau dans : - Lost : Les Disparus (série télévisée, 1re voix) - Les Experts : Manhattan (série télévisée) - Bones (série télévisée) - Au-delà de la voie ferrée - 90210 Beverly Hills : Nouvelle Génération (série télévisée) - Texas Chainsaw 3D - Jalousie maladive (téléfilm) - Chloé Berthier dans (les séries télévisées) : - Cold Case : Affaires classées - Crash - Alexandra Corréa dans (les séries télévisées) : - Switched - The Last Ship | et aussi - Amélie Morin dans Aux portes du cauchemar (série télévisée) - Laetitia Godès dans Malcolm (série télévisée) - Noémie Orphelin dans Le Protecteur (série télévisée) - Margot Faure dans Lost : Les Disparus (série télévisée, 2de voix) - Pascale Chemin dans New York, section criminelle (série télévisée) - Isabelle Volpe dans Death Valley (série télévisée) - Armelle Gallaud dans Chicago Fire (série télévisée) - Alice Taurand dans Goliath (série télévisée) |